# Nidularium azureum
Nidularium azureum là một loài thực vật có hoa trong họ Bromeliaceae. Loài này được (L.B.Sm.) Leme mô tả khoa học đầu tiên năm 2000.